# Lakeview (Arkansas)
Lakeview – miasto w Stanach Zjednoczonych, w stanie Arkansas, w hrabstwie Baxter.